# Donald Nduka
Donald Nduka (* 22. März 2003 in München) ist ein deutsch-nigerianischer Fußballspieler.

## Karriere
Nach seinen Anfängen in der Jugend des TSV 1860 München und des FC Bayern München wechselte er im Sommer 2017 in die Jugendabteilung des FC Ingolstadt 04 und durchlief dort alle Jugendmannschaften. Für seinen Verein bestritt er 21 Spiele in der A-Junioren-Bundesliga. Im Sommer 2022 wurde er in den Kader der zweiten Mannschaft in der Bayernliga aufgenommen und kam dort auch zu seinem ersten Einsatz im Profibereich für die erste Mannschaft in der 3. Liga, als er am 15. März 2023, dem 27. Spieltag, bei der 2:3-Auswärtsniederlage gegen den SV Waldhof Mannheim in der Startformation stand.
Im August 2024 wurde er an den KSV Hessen Kassel verliehen.